# نموذج تقبل التقنية

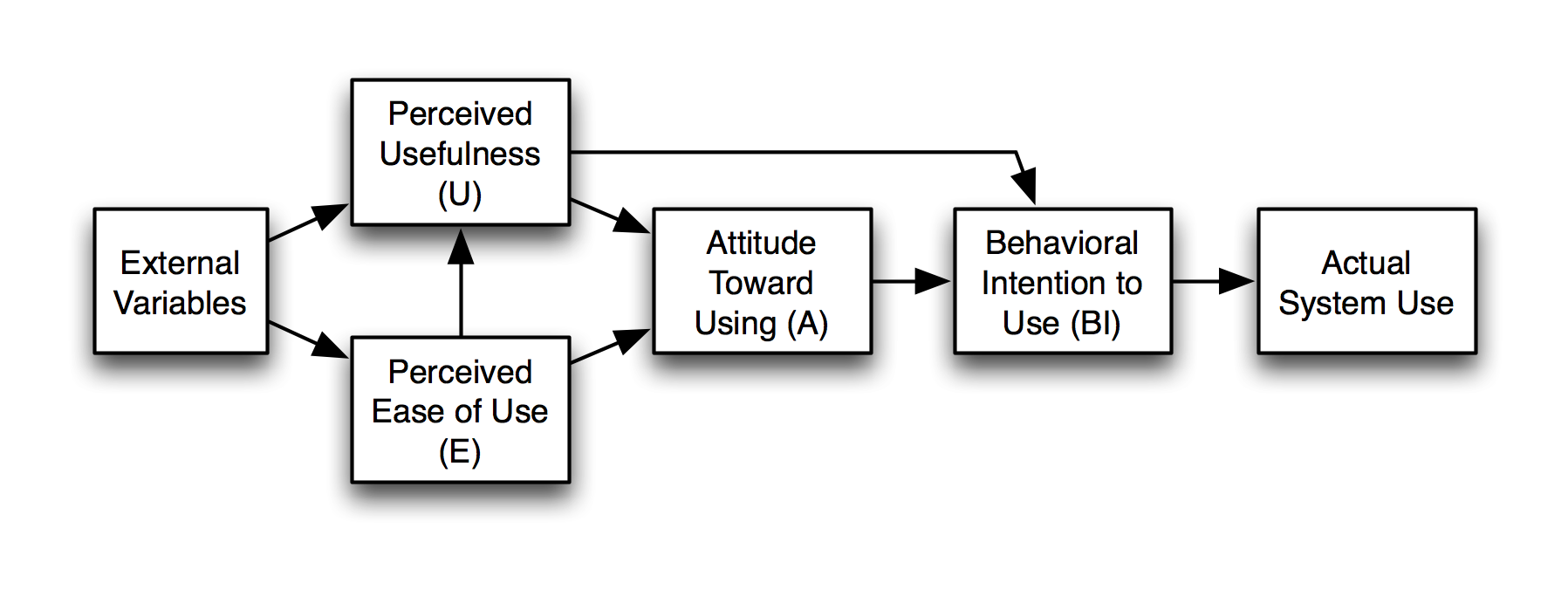

نموذج تقبل التقنية هي فرضية لنظم معلومات تصيغ خطة لكي يتقبل الناس التقنية ومعرفة كيفية استخدامها. ويكون الاستخدام الفعلي للنموذج في اخر خطوة، والتي تهدف إلى جعل المستخدمين قادرين على استخدام التقنية، ولذلك كوّن النموذج عامل «السلوك الحازم»، وهو عامل يرشد الناس إلى استخدام التقنية، كما أن السلوك الحازم يتأثر بأول تصرف أو الانطباع العام التي تحمله التكنولوجيا، وحينما يستخدم شخص ما تقنية جديدة سوف تظهر له عدة عوامل مقترحة من قبل النموذج سوف تأثر بقراراته جذريًا وترشده كيف أو متى يستخدم التقنية وأبرز عناصر السلوك الحازم.

## إدراك الفائدة
هو عامل تم تحديده من قبل فريد ديفز وهو نسبة اعتقاد الشخص بمدى الفائدة التي سوف يحصل عليها في أدائه الوظيفي عند اتباعه لنظام معين.

## إدراك سهولة الاستخدام
هي نسبة اعتقاد الشخص بأن استخدامه لنظم معين سوف يكون خالي من المتاعب والجهد، لأن اذ كان من السهل استخدام التقنية فإن جميع العوائق تسقط، وإما إذ لم تكن فسيكون من الصعب التعامل بها ولن تترك التقنية انطباع ايجابي بتاتًا.
المتغيرات الخارجية مثل التأثير الاجتماعي يعد عاملًا مهمًا لتحديد التصرف. عندما يُستعرض مخطط قبول التقنية على مجموعة من المستخدمين سيتصرفون بحزم لاستخدام التقنية، إلا أن القدرة على فهم التقنية قد تختلف بناءً على عمر الشخص وجنسه، ولأن في نهاية المطاف الكل يحمل رأيًا مختلف.
تمت دراسة مخطط قبول التقنية وتوسيع نطاقه باستمرار، حتى أن حصل على تحسينين صخمين أولهما كان نموذج تقبل التقنية اثنان.
تم اقتراح نموذج ثالث لتقبل التقنية أيضا، مع احتواء مؤشرات الثقة والخواطر المتصورة عند استخدام النموذج. (Venkatesh & Bala 2008)
يعد نموذج تقبل التقنية أحد أكثر ملحقات  Ajzen ونظرية  Fishbein «للفعل السببي» المؤثرة في المؤلفات.و نموذج ديفيز لتقبل التقنية (Davis, 1989; Davis, Bagozzi, & Warshaw, 1989)هي أكثر تقنية مستخدمة لنموذج مطبق على نطاق واسع لقبول مستخدمين التقنية. وتم تطويره من قبل Fred Davis. Richard Bagozzi 1989, Warshaw 1996
استبدل نموذج تقبل التقنية العديد من الإجرائيات السلوكية لنظرية الفعل السببي بإثنان من سلوكيات نموذج تقبل التقنية والتي هما إدراك الفائدة، وإدراك سهولة الاستخدام. وكِلا من نموذج تقبل التقنية ونطرية الفعل السببي لديهها عناصر سلوكية قوية، وتفترضا أنه عندما يشكل شخص ما نية للعمل، فإنه سيكون له مطلق الحرية في التصرف دون قيود، بينما في العالم الحقيقي، سوف تكون هناك العديد من القيود، مثل الحد بحرية التصرف.
ماقاله باغوزي، وديفز، ووارشاو عن نموذج تقبل التقنية: لأن التقنيات الجديدة مثل الحواسيب الشخصية معقدة، وهناك عنصر من عناصر عدم اليقين في أذهان صانعي القرار فيما يتعلق بالتبني الناجح لها، فإن المستخدمين يشكلون مواقف ونوايا تجاه محاولة تعلم استخدام التقنية الجديدة قبل الشروع في بذل الجهود الموجهة نحو استخدامها. قد تكون المواقف تجاه الاستخدام والنوايا في الاستخدام سيئة ومفتقدة إلى الحزم أو قد لا يستخدمها إلا بعد محاولات أولية لتعلم التعامل مع التقنيات المتطورة. وبالتالي، فإن الاستخدام الفعلي قد لا يكون نتيجة مباشرة أو فورية بسبب هذه المواقف والنوايا.
و قد كرر العديد من الباحثين الدراسة الأصلية لديفيز لتقديم أدلة تجريبية على العلاقات القائمة بين الفائدة، وسهولة الاستخدام، واستخدام النظام.

## الاستخدام
وسّع فينكاتش وديفيز نموذج تقبل التقنية الأصلي لشرح الفائدة المرجوة ونوايا الاستخدام من حيث التأثير الاجتماعي (المعايير الذاتية، والتطوع، والصورة) والعمليات المعرفية (أهمية العمل، وجودة الناتج، وإمكانية إثبات النتائج، وسهولة الاستخدام الملحوظة). وتم اختبار النموذج الموسع، المشار إليه باسم (TAM2) أي نموذج تقبل التقنية اثنان، في كل من الإعدادات التطوعية والإلزامية، وقد دعمت النتائج (TAM2).

### المعايير الذاتية
تصور الفرد أن الأفراد الآخرين المهمين بالنسبة إليه يرون أنه يستطيع تأدية سلوكًا ما. وكأن ذلك متسقاً مع نظرية الفعل السببي (TRA)

### التطوع
تم تعريفه من قبل فينكاتيش وديفيز على أنه "المدى الذي يرى فيه المتبنون المحتملون أن قرار التبني غير إلزامي.

### السمعة
وقد عُرّف من قبل مور، وبينباست بأنه "النسبة التي يمكن بها استخدام الفائدة المتوقعه لتعزيز مكانة الشخص في النظام الاجتماعي (Moore & Benbasat 1991)

### الصلة الوظيفية
وقد أعتبره فينكاتش وديفيز  منظورًا شخصيًا حول مدى ملاءمة النظام المستهدف للوظيفة (Venkatesh & Davis 2000).

### جودة النواتج
وقد حدد فينكاتش وديفيز على أنه تصور شخصي لقدرة النظام على أداء مهام محددة (Venkatesh & Davis 2000).

### النتائج يمكن إثباتها
سيؤثر إنتاج نتائج مادية تأثيرًا مباشرًا على فائدة النظام.

## مثال على نموذج بديل
نموذج ربط المستخدمين بالتقنية كان مستقل عن نموذج تقبل التقنية وتم تطويره في عام 1986 من قبل  مؤسسة العلوم الوطنية.

## الإنتقادات الموجهة
وقد تعرض مخطط قبول التقنية لانتقادات واسعة النطاق، على الرغم من استخدامه المتكرر، مما دفع مقدم الاقتراح الاصلي إلى محاولة إعادة تعريفه عدة مرات. وتشمل الانتقادات الموجهة إلى مخطط قبول التقنية باعتباره «نظرية» قيمتها التجريبية مشكوك في أمرها، وقوتها التفسيرية والتنبؤية المحدودة، وتافه، يفتقر إلى أي قيمة عملية (Chuttur 2009). اقترح بنباست  وباركي أن نموذج قبول التقنية حوّل اهتمام الباحثين عن قضايا بحثية مهمة أخرى وقد خلق وهماً بالتقدم في الإنجاز العلمي.